# Manuel Gonçalves de Miranda
Manuel Gonçalves de Miranda (Bragança, Outeiro, Paradinha do Outeiro, 30 de novembro de 1780 — Mercês, Lisboa, 5 de abril de 1841) foi um militar, político e maçom português.

## Família
Filho de Martinho Carlos Gonçalves de Miranda e de sua mulher, Perpétua Maria Giraldes.

## Biografia
Bacharel em Matemática pela Faculdade de Ciências da Universidade de Coimbra e grande proprietário, foi Oficial de Cavalaria do Exército Capitão na Guerra Peninsular, desempenhou funções públicas e foi Sócio da Academia Real das Ciências de Lisboa Liberal, foi Presidente da Comissão dos Emigrados em Londres. Foi Deputado Efectivo às Cortes Gerais e Extraordinárias da Nação Portuguesa Constituintes e Deputado pelo Círculo Eleitoral de Trás os Montes e Alto Douro em 1820-1822, Deputado Substituto pelos Círculos Eleitorais de Bragança e Vila Real em 1822-1823, novamente Deputado Efectivo pelo Círculo Eleitoral de Trás-os-Montes e Alto Douro em 1826-1828 e em 1834-1835/6, exerceu as funções de Prefeito do Douro, Ministro da Guerra em 1822-1823. Esteve exilado na Grã-Bretanha e Irlanda de 1823 a 1826 e de 1828 a 1833, desempenhando, quando no exílio, funções relevantes na organização das forças anti-Absolutistas. Foi Ministro da Marinha e Ultramar no Governo do Duque da Terceira, de 20 de Abril a 10 de Setembro de 1836, Par do Reino desde 1835/6 até à sua morte em 1841, e Membro da Associação Eleitoral do Centro que concorreu às eleições de 1838. Volta a ser Ministro a 28 de Janeiro de 1841, no governo do 1.º Conde do Bonfim, primeiro na pasta da Fazenda, sucedendo a Pereira Forjaz, e depois, a 12 de Março, na da Marinha e Ultramar, falecendo no exercício de funções parlamentares e ministeriais.
Foi Fidalgo da Casa Real. Iniciado na Maçonaria em data e Loja desconhecidas com o nome simbólico de Senacherib, pertenceu à Loja 24 de Julho, N.° 500, de Lisboa, de obediência do Grande Oriente Lusitano. Foi eleito 9.º Grão-Mestre desta obediência, exercendo o cargo de 1839 a 1841, onde sucedeu a José da Silva Carvalho, e falecendo durante o mandato. Teve como Grande Inspector Rodrigo da Fonseca Magalhães.
Recusou por várias vezes títulos de nobreza, em virtude de ser Maçon. O seu filho, todavia, aceitou o título de Visconde.
Faleceu aos 60 anos de idade na Rua Formosa, freguesia das Mercês, Lisboa, sendo sepultado no Cemitério dos Prazeres.

## Casamento e descendência
Casou com Joana Maria Rosa Pereira de Sousa, com descendência:
- Fábia Emília de Miranda, não casou e sem descendência.
- António José de Miranda, 1.º Visconde de Paradinha de Outeiro, não casou e sem descendência.
- Antónia Amélia de Miranda, casou com José Caetano Saraiva Caldeira de Araújo, pais de José Caetano Saraiva Caldeira de Miranda, Conde de Almendra
- Martinho Carlos de Miranda, não casou e sem descendência.
- José António de Miranda, casou e com descendência
- Libânia Augusta de Miranda, casou e com descendência